# フォトイメージングエキスポ
フォトイメージングエキスポ（Photo Imaging EXPO, PIE）は、2005年から2009年まで毎年3月中旬に東京ビッグサイトにて開催されていた、アジア最大級の写真関連商品総合展示会。主催はカメラ映像機器工業会、写真感光材料工業会、日本カラーラボ協会、日本写真映像用品工業会。

## 概要
これまで「フォトエキスポ（日本カメラショー：カメラ映像機器工業会主催、写真映像用品ショー：日本写真映像用品工業会主催）」「ラボシステムショー（日本カラーラボ協会主催）」「国際プロ・フォト・フェア（IPPF、日本工業新聞社主催）」の3つの写真関連商品の展示会が開催されてきたが、これらの展示会を統合発展させて強化したイベントとして開催することとなった。
基本コンセプトや狙いとして「写真文化の発展と映像ライフの楽しさをアピール」「日本から最先端の写真映像技術を世界市場に発信する」「アメリカのPMA、ドイツのフォトキナに並ぶ国際イベントにする」としていた。
しかしイベントの運営幹事を各団体が持ち回りで受け持っていたこともあり、一貫したコンセプトを確保できないことを理由にカメラ映像機器工業会が2009年の開催をもって離脱したため、この年限りでフォトイメージングエキスポは終了してしまった。2010年からは、カメラ映像機器工業会が単独イベント「CP+」（カメラ&フォトイメージングショー）を開催し、残りの3団体はこれまでプロメディアが開催していた「スタジオ写真フェア」に合流、新規イベントとして「PHOTO NEXT」（プロフェッショナル&フォトビジネスフェア）を開催することとなる。

## 歴史
- 1960年 - 第1回日本カメラショー開催
- 1966年 - 第1回ラボ用機材展示会開催（後にラボシステムショーに名称変更）
- 1970年 - 第1回フォトアクセサリーショー開催（後に写真映像用品ショーに名称変更）
- 1972年 - 第1回国際プロ・フォト・フェア開催
- 1995年 - 日本カメラショーと写真映像用品ショーを併合し、フォトフェスタジャパン'95を開催（1997年以降フォトエキスポに名称変更）
- 2005年 - フォトエキスポ、ラボシステムショー、国際プロ・フォト・フェアを併合し、フォトイメージングエキスポ2005を開催
- 2009年 - この年のフォトイメージングエキスポ閉幕直後にカメラ映像機器工業会が主催を離脱すると発表。フォトイメージングエキスポ事務局が解散。
- 2010年
  - 3月 - CP+をパシフィコ横浜で開催。
  - 6月 - PHOTO NEXT 2010を東京ビッグサイトで開催。